# Giovanni Zuddas
Giovanni Battista Zuddas (ur. 1 marca 1928 w Cagliari, zm. 26 października 1996 tamże) – włoski bokser wagi koguciej. W 1948 roku na letnich igrzyskach olimpijskich w Londynie zdobył srebrny medal. W 1949 roku na mistrzostwach Europy w Oslo zdobył tytuł mistrza Europy.